# آریل‌دار کردن میروین
آریل‌دار کردن میروین (به انگلیسی: Meerwein arylation) واکنشی شیمیایی در شیمی آلی است که طی آن یک نمک آریل دی‌آزونیم (ArN2X) به یک آلکن در حضور یک نمک فلزی، افزوده می‌شود. این واکنش نخستین بار توسط شیمیدان آلمانی هانس میروین در سال ۱۹۳۹ کشف کردید و به نام وی نام‌گذاری شد.